# Patsy Muñoz
Patsy Milena Muñoz Barra (Concepción, 1987) es una artista visual chilena. Su trabajo, orientado principalmente al lenguaje pictórico, recoge los paisajes del Bío-Bío en un claro gesto por repensar su relación con el territorio. Actualmente, realiza docencia y gestión cultural en diversas instituciones escolares, particulares y de educación superior, conjugando arte, prácticas terapéuticas y pintura experimental.

## Biografía y trayectoria
Entre los años 2006-2009 ingresa a la Universidad de Concepción obteniendo el título de Producción Visual y Licenciada y Bachiller en Artes Visuales. Su trayectoria artística ha estado marcada por una temprana participación en seminarios y clínicas ligadas a las prácticas artísticas contemporáneas, que le han permitido indagar y construir una poética pictórica propia, relacionando el paisaje y la memoria. Este interés se refleja en la diversidad de exposiciones que ha realizado, entre estas, “Micronaturalezas” y “Ciudad Electrodulce” (2011), “Rivera espectacular” (2014) y “Ser paisaje” (2016-2017), presentada en Chile y México.
Ha realizado residencias artísticas en múltiples localidades del país y en el extranjero, destacándose sus estadías en Chaitén, Cabo de Hornos y Mérida para realizar proyectos pictóricos y audiovisuales. Se ha dedicado, además, al ámbito de la gestión cultural asumiendo labores de gestora y monitora de la exposición “Primavera en Concepción” Taller para jefas de hogar impartido en Casa de la Familia Ilustre Municipalidad de Concepción (2011) y productora de la exposición colectiva de adultos mayores “Visualizando Lota” en Biblioteca Viva Mall Plaza Biobío (2018).
Como parte de su interés por producir conocimiento y repensar la relación del arte y el territorio, se ha adjudicado fondos concursables, entre estos “Superficies de la ribera del Bio-Bío”, Fondart (2015).

## Obra
La recepción crítica de su obra ha destacado la reinterpretación figurativa que realiza del paisaje, orientando su mirada hacia rincones inusuales, poniendo en escena aquello que queda fuera de los grandes relatos del arte y lo moderno. Son parte de este proceso, entre otras exposiciones destacadas, “Prácticas de viaje. Fragmentos del paisaje sureño” (2013) y “Ser paisaje” (2016-2017). En esta última, el conjunto de óleos sobre tela, acrílico y nylon que conforman la muestra, reflejan el interés político y vital por poner la naturaleza, particularmente el río Bío-Bío, en el centro de la discusión, en un paisaje que se ha visto afectado por procesos de deforestación, contaminación y expansión urbana. Así también lo deja en evidencia en trabajos posteriores como “Rivera especular” (2014), muestra en la confluyen memoria y visión aguda sobre el paisaje habitado. Para Patsy, el lenguaje pictórico - político, transformador y mediador - no representa una realidad o territorio, sino que los construye activando en ellos la memoria de sus cuerpos y subjetividades. Esta observación crítica sobre el territorio, la ha traspasado a otros ámbitos relacionados con el patrimonio, destacándose su participación en el proyecto “Rescate Cultural en Cabo de Hornos. Mural y video documental” (2013), cuyo propósito fue relevar y valorar aspectos identitarios y paisajísticos de esa zona del extremo sur.

## Premios y distinciones
- 2018             Nominada Premio Regional Ceres, categoría Artes visuales con  propuesta “Ser Paisaje”.

- 2015             Fondos de Cultura Artes Visuales 2015. CNCA Región del Bio-Bío.

- 2014             Segunda Mención Honrosa. Categoría In situ. Concurso Valdivia y su Río.

```
                          
Primera Mención Honrosa
. Categoría envío. 
Concurso 
Valdivia y su Río
. Diciembre 2013. 
```

Primer lugar. Concurso “Pinceladas Contra Viento y Marea “. Ilustre Municipalidad de Talcahuano.
- 2013             Premio Nevados de Chillán. Salón Nacional del Arte de la Pintura y Grabado, Por el 84° aniversario de Grupo Tanagra.

                       Segundo lugar. “VI Concurso de pintura in situ por 110º Aniversario Natalicio de Claudio Arrau.” Chillán.
```
                          
Medalla Pablo Flández
. 
Concurso pictórico 
“Valdivia, Arte y Cerveza.”
 Organizado por Cervecería Kunstmann. Valdivia, Chile. 
```

- 2012     Primera Mención honrosa. Concurso Nacional de Pintura “Visualizando Chillán- Ñuble”. Versión 83º del Salón Anual de Artes Visuales del Grupo Tanagra. Chillán.

                       Primer lugar. Concurso Nacional de Pintura “Isaías Cabezón”, Salamanca, Chile.
- 2011             Tercer lugar. Concurso “Pinceladas Contra Viento y Marea “. Ilustre Municipalidad de Talcahuano.

## Exposiciones Individuales
- 2018             Exposición individual “Micelios” en Galería Bech, Santiago.

                       Exposición individual “Ser Paisaje” en Galería Espacio O. Santiago.
- 2017             Exposición individual “Ser Paisaje” Sala Cap. Pinacoteca. Universidad de Concepción.
- 2016 Exposición individual "Fluvial" Artistas del Acero, Concepción

- 2014             Exposición individual “Rivera Especular”, sala de exposiciones, Casa de la Cultura. Chiguayante.

- 2011             Exposición individual “Ciudad Electrodulce” vitrina Móvil, Correos de Chile, Concepción.

                       Exposición individual de pintura “Micronaturalezas” Sala Biblioteca Viva, Mall Plaza del Trébol, Talcahuano.

## Exposiciones Colectivas
- 2014           Exposición colectiva “Asuntos de agua” Artistas del Acero. Concepción.

                       Seleccionada Exposición Itinerante del Concurso Internacional de Pintura “Valdivia y su Río 2014”.
                       Seleccionada Exposición Itinerante del Concurso de Pintura “Claudio Arrau” Chillán.
- 2013            Artista invitada exposición colectiva “Vortex”. Casa Barra. Cocholgue. Concepción.

                       Seleccionada Exposición Itinerante del Concurso Nacional de
- 2012            Pintura “Pintando Lota”.

- 2011            Exposición colectiva “MironamiróN”. Centro cultural San Pedro de la Paz, Concepción.